# Fórmula de Cauchy per a la integració repetida
|  | No s'ha de confondre amb Fórmula de la integral de Cauchy o Teorema de la integral de Cauchy. |

La fórmula de Cauchy per a la integració repetida, que porta el nom d'Augustin Louis Cauchy, permet comprimir n primitives d'una funció en una única integral. Es generalitza notablement en l'anàlisi fraccionari.

## Cas escalar
Sigui f una funció contínua sobre la recta real. Aleshores l'enèsima integral repetida de f amb el punt base a,
{\displaystyle f^{(-n)}(x)=\int _{a}^{x}\int _{a}^{\sigma _{1}}\cdots \int _{a}^{\sigma _{n-1}}f(\sigma _{n})\,\mathrm {d} \sigma _{n}\cdots \,\mathrm {d} \sigma _{2}\,\mathrm {d} \sigma _{1},}
ve donada per integració única
{\displaystyle f^{(-n)}(x)={\frac {1}{(n-1)!}}\int _{a}^{x}\left(x-t\right)^{n-1}f(t)\,\mathrm {d} t.}

### Prova
La demostració es dona per inducció. Com que f és contínua, el cas base es desprèn del teorema fonamental del càlcul:
{\displaystyle {\frac {\mathrm {d} }{\mathrm {d} x}}f^{(-1)}(x)={\frac {\mathrm {d} }{\mathrm {d} x}}\int _{a}^{x}{\frac {(x-t)^{0}}{0!}}f(t)\,\mathrm {d} t={\frac {\mathrm {d} }{\mathrm {d} x}}\int _{a}^{x}f(t)\,\mathrm {d} t=f(x);}
on
{\displaystyle f^{(-1)}(a)=\int _{a}^{a}f(t)\,\mathrm {d} t=0.}
Ara, suposem que això és cert per a n, i ho demostrem per a n+1. En primer lloc, utilitzant la regla integral de Leibniz, tingueu en compte que
{\displaystyle {\frac {\mathrm {d} }{\mathrm {d} x}}\left[{\frac {1}{n!}}\int _{a}^{x}\left(x-t\right)^{n}f(t)\,\mathrm {d} t\right]={\frac {1}{(n-1)!}}\int _{a}^{x}\left(x-t\right)^{n-1}f(t)\,\mathrm {d} t.}
Aleshores, aplicant la hipòtesi d'inducció,
{\displaystyle {\begin{aligned}f^{-(n+1)}(x)&=\int _{a}^{x}\int _{a}^{\sigma _{1}}\cdots \int _{a}^{\sigma _{n}}f(\sigma _{n+1})\,\mathrm {d} \sigma _{n+1}\cdots \,\mathrm {d} \sigma _{2}\,\mathrm {d} \sigma _{1}\\&=\int _{a}^{x}{\frac {1}{(n-1)!}}\int _{a}^{\sigma _{1}}\left(\sigma _{1}-t\right)^{n-1}f(t)\,\mathrm {d} t\,\mathrm {d} \sigma _{1}\\&=\int _{a}^{x}{\frac {\mathrm {d} }{\mathrm {d} \sigma _{1}}}\left[{\frac {1}{n!}}\int _{a}^{\sigma _{1}}\left(\sigma _{1}-t\right)^{n}f(t)\,\mathrm {d} t\right]\,\mathrm {d} \sigma _{1}\\&={\frac {1}{n!}}\int _{a}^{x}\left(x-t\right)^{n}f(t)\,\mathrm {d} t.\end{aligned}}}
Això completa la prova.

## Generalitzacions i aplicacions
La fórmula de Cauchy es generalitza a paràmetres no-enters per la integral de Riemann-Liouville, on {\displaystyle n\in \mathbb {Z} _{\geq 0}} es substitueix per {\displaystyle \alpha \in \mathbb {C} ,\ \Re (\alpha )>0}, i el factorial es substitueix per la funció gamma. Les dues fórmules coincideixen quan {\displaystyle \alpha \in \mathbb {Z} _{\geq 0}}.
Tant la fórmula de Cauchy com la integral de Riemann-Liouville es generalitzen a una dimensió arbitrària pel potencial de Riesz.
En el càlcul fraccional, aquestes fórmules es poden utilitzar per construir una diferintegral, que permet diferenciar o integrar un nombre fraccionari de vegades. La diferenciació d'un nombre fraccionari de vegades es pot aconseguir mitjançant la integració fraccionària i després diferenciant el resultat.
Amb uns quants passos de transformació és possible trobar una fórmula per a la {\displaystyle \alpha }-èsima derivada.
També es poden trobar aplicacions en l'electroquímica, reologia i en la física (problema de la tautòcrona).